# Tárogató
Le tárogató, taragot ou torogoata (en français : taragote) est un instrument de musique à vent d'origine hongroise, également répandu en Ukraine et en Roumanie. Le terme désigne deux instruments différents, tous deux d'origine hongroise :
- du XVe siècle jusqu'au XVIIIe siècle environ, le tárogató — appelé aussi töröksíp, « flûte turque » — était un type de hautbois avec une anche double, une perce conique, et aucune clef. Parce que le tárogató était un instrument emblématique de la guerre d'Indépendance de Rákóczi (1703-1711), son utilisation a été réprimée au XVIIIe siècle par la monarchie des Habsbourg.
- à partir de 1890, c'est un bois à anche simple, inventé par le facteur d'instruments Vencel József Schunda.

## Facture
Schunda a transformé l’instrument d'origine en remplaçant les anches doubles par un bec à anche simple, comme sur la clarinette ou le saxophone. Le tárogató moderne est fait en bois et a une perce conique ample, semblable à celle du saxophone soprano. L'instrument est le plus souvent réalisé en buis ou en bois de fruitier, parfois en grenadille ou ébène comme la clarinette. Le tárogató a un son à mi-chemin entre celui du cor anglais et du saxophone soprano.

## Jeu
En raison de sa sonorité extrêmement forte et rauque, l'ancien tárogató a été employé comme instrument de signalisation pendant les batailles et les soulèvements nationaux (comme le bugle et la cornemuse). 
Le tárogató moderne est accordé en Si bémol. Son étendue chromatique est de plus de deux octaves. Son doigté est proche de celui du saxophone. La forme de sa perce fait que le tárogató est un instrument octaviant.
Dumitru Fărcaș est un interprète bien connu du genre en Roumanie comme Gergely Agocs en Hongrie. Les joueurs de musique folk/klezmer/world dans les pays occidentaux ont également adopté le tárogató. Erik Marchand avec Costica Olan et le Taraf De Caransebes, met également à l’honneur le taragot dans différents enregistrements.
Le saxophoniste de jazz Charles Lloyd utilise aussi avec talent cet instrument notamment dans le disque Sangam paru en 2006. En France, le musicien d'origine hongroise Yochk'o Seffer a entrepris de réhabiliter cet instrument depuis 2006. Il joue du tarogato en si bémol et du tarogato basse sur plusieurs enregistrements et en concert.